# Décembre 1880

## Événements
- 4 décembre : le colonel Paul Flatters réorganise sa mission et quitte Ouargla pour le Hoggar malgré l’hostilité de l’aménokal Ahitaghel (fin en 1881).

- 11 décembre, France : création des « écoles manuelles publiques », premiers centres d'apprentissage.

- 16 décembre : insurrection des Boers au Transvaal dirigée par Paul Kruger, Marthinus Pretorius et Petrus Joubert. Les Britanniques sont chassés du Transvaal.

- 20 décembre : début de la Première Guerre des Boers avec l'attaque d'un convoi militaire britannique à Bronkhorstspruit (fin le 23 mars 1881).

- 21 décembre, France : loi Camille Sée portant sur la création de collèges et de lycées de jeunes filles.

- 30 décembre : le Transvaal devient une république et Paul Kruger son premier président.

## Naissances
- 4 décembre :
  - Pedro Segura y Sáenz, cardinal espagnol, archevêque de Tolède († 8 avril 1957).
  - Eugène Soudan, avocat, juriste et homme politique belge († 30 novembre 1960).
- 8 décembre : Clément Émile Roques, cardinal français, archevêque de Rennes († 4 septembre 1964).

## Décès
- 8 décembre : Charles Fisher, premier ministre de la colonie du Nouveau-Brunswick et père de la confédération.
- 15 décembre: David Christie, politicien.
- 18 décembre : Michel Chasles, mathématicien français.